# Бек, Франц Игнац
Франц Игнац Бек (нем. Franz Ignaz Beck; 20 февраля 1734, Мангейм, Священная Римская империя — 31 декабря 1809, Бордо) — немецкий скрипач, композитор, дирижёр, музыкальный педагог. Бо́льшую часть жизни прожил во Франции, где стал директором Большого театра Бордо.

## Биография
Представитель Мангеймской школы музыки. Начал учиться игре на скрипке у своего отца Иоганна Алоиса Бека, гобоиста и ректора хоровой школы при Пфальцском дворе в Мангейме. Также выучил контрабас и орган. Позже стал учеником Я. Стамица. Таланты Бека были быстро признаны, и курфюрст Пфальца Карл Теодор взял на себя его образование.
Играл как музыкант в оркестре курфюрста Мангейма. Около 1752 года в результате дуэли, закончившейся смертью соперника, ему пришлось бежать с родины. Первоначально отправился в Венецию, где учился у Б. Галуппи и выступал как скрипач, позже переехал в Неаполь.
С 1757 года жил во Франции. В 1760 г. поселился в Марселе, где был первым скрипачом в оркестре местного театра. В 1761 году он поселился в Бордо, где до начала Французской революции был ведущей фигурой местной художественной жизни, выступая в качестве дирижёра, органиста и музыкального педагога (в числе его учеников — П. Гаво). В 1764 году стал руководителем Большого театра Бордо, а в 1774 году — органистом Базилики Сен-Сёрен. Его музыка была очень популярна и регулярно звучала в Париже.
Среди его музыкальных сочинений: оперы — «Прекрасная садовница» (постановка 1767), «Необитаемый остров» (1789); мелодрама «Пандора» (1789); 4 сборника симфоний (1758—1766), 2 дивертисмента, фортепианные сонаты, хоры.